# Penthouse Rhythm
Pour plus de détails, voir Fiche technique et Distribution.
Penthouse Rhythm est un film américain réalisé par Edward F. Cline, sorti en 1945.

## Fiche technique
- Titre : Penthouse Rhythm
- Réalisation : Edward F. Cline
- Scénario : Stanley Roberts et Howard Dimsdale
- Photographie : William A. Sickner (en)
- Montage : Russell F. Schoengarth
- Société de production : Universal Pictures
- Pays de production : États-Unis
- Format : Noir et blanc - 1,37:1
- Genre : Comédie et film musical
- Date de sortie : 1945

## Distribution
- Kirby Grant : Dick Ryan
- Lois Collier : Linda Reynolds
- Edward Norris : Charles Henry Holmes Jr.
- Maxie Rosenbloom : le propriétaire du spa
- Eric Blore : Ferdy Pelham
- Minna Gombell : Taffy
- Edward Brophy : Bailey
- Judy Clark (en) : Patty Davis
- Marion Martin : Irma King
- Donald MacBride : Brewster
- Henry Armetta : Le propriétaire du café
- Paul Hurst : Sergent de police
- Harry Barris (en) : Tim Noonan